# Ewyas Harold
Ewyas Harold est une paroisse civile et un village du Herefordshire, en Angleterre.